# Gordon Douglas Rowley
Gordon Douglas Rowley (31 de julio de 1921, Londres – 12 de agosto de 2019, Reading) fue un botánico inglés, autor especialista en cactáceas y suculentas.

## Vida y obra
Gordon Douglas Rowley obtiene su Bachelor of Science en Botánica en la Universidad de Londres en 1948; trabajando hasta 1961 en el Instituto John Innes. Fue profesor desde 1981 en la Universidad de Reading. Ha visitado para recolectar flora de cactos y de suculentas: África, Estados Unidos y México.
De 1966 a 1976 fue presidente de la African Succulent Plant Society y de 1983 Presidente de la British Cactus and Succulent Society. Por varios años fue editor de la revista Bradleya.

## Premios
- 1981 Medalla Veitch de la Real Sociedad de Horticultura
- 1982 Cacto de Oro de IOS por su publicación Repertorium plantarum succulentarum de 1952-1982
- 2001 Allan-Dyer-Preis de Succulent Society of South Africa

## Honores en nombramientos taxones
- Curio rowleyanus (H.Jacobsen) P.V.Heath, 1999
- Lobivia rowleyi Y.Itô, 1957
- Pygmaeocereus rowleyanus Backeb., 1962
- Echinopsis rowleyi H.Friedrich, 1974

## Obra
- Flowering Succulents. Farnham, 1959
- Cissus and Cyphostemma: A short review of succulent Vitaceae, with check-list of names of species. 1968
- Illustrated Encyclopedia of Succulents. New York, 1978. ISBN 0-517-53309-X
- Name that Succulent. Cheltenham, 1980. ISBN 0-85950-447-6
- Intergeneric hybrids in succulents. 1983
- Adenium and Pachypodium Handbook. Botley, 1983
- The Haworthia Drawings of John Thomas Bates. Buckhurst Hill, 1985. ISBN 0-9500507-5-X (conJohn Thomas Bates)
- Caudiciform and Pachycaul succulents: Pachycauls, Bottle-,Barrel-And Elephant-Trees and Their Kin a Collector's Miscellany. Mill Valley, 1987. ISBN 0-912647-03-5
- Succulent Compositae: Senecio & Othonna. Mill Valley, 1992
- Didiereaceae, Cacti of the Old World. Oxford, 1992. ISBN 0-902099-20-5
- Anacampseros, Avonia, Grahamia. Oxford, 1995
- A History of Succulent Plants. Mill Valley, 1997. ISBN 0912647160
- Pachypodium and Adenium. Southampton, 1999. ISBN 0-9528302-7-2
- Crassula, A Grower's Guide. 2003. ISBN 88-900511-1-6
- Teratopia: The World of Cristate and Variegated Succulents. 2006. ISBN 88-95018-08-7

- La abreviatura «G.D.Rowley» se emplea para indicar a Gordon Douglas Rowley como autoridad en la descripción y clasificación científica de los vegetales.[1]